# Eurychoria
Eurychoria is een geslacht van vlinders van de familie spanners (Geometridae), uit de onderfamilie Ennominae.

## Soorten
- E. albicosta Joicey & Talbot, 1917
- E. flavirupta Warren, 1903
- E. foederatica Prout
- E. meloda Prout, 1929
- E. oenoptila Prout, 1916
- E. perata Prout, 1928
- E. pia West, 1929
- E. vulpina Warren, 1902